# Jasenka
Jasenka je žensko osebno ime.

## Izvor imena
Ime Jasenka je različica ženskega osebnega imena Jasna.

## Pogostost imena
Po podatkih Statističnega urada Republike Slovenije je bilo na dan 31. decembra 2007 v Sloveniji število ženskih oseb z imenom Jasenka: 49.